# Kanji Dol
Kanji Dol je naselje v Občini Idrija.